# Faro-Konvention
Das Rahmenübereinkommen des Europarates über den Wert des Kulturerbes für die Gesellschaft, besser bekannt als Faro-Konvention, ist ein multilaterales Abkommen des Europarates, in dem die Staaten vereinbaren, das Kulturerbe und die Rechte der Bürger auf Zugang zu und Teilhabe an diesem Erbe zu schützen.

## Inhalt
Die Faro-Konvention legt Rechte und Pflichten an und für kulturelles Erbe fest, ausdrücklich im Zusammenhang mit Artikel 27 (Freiheit des Kulturlebens) der Allgemeinen Erklärung der Menschenrechte der Vereinten Nationen, der das Recht garantiert, am kulturellen Leben der Gemeinschaft teilzunehmen.
Artikel 1 der Konvention besagt, dass „Rechte in Bezug auf das kulturelle Erbe dem Recht auf Teilnahme am kulturellen Leben innewohnen.“
Artikel 4 besagt, dass „jeder [...] das Recht hat, vom kulturellen Erbe zu profitieren und zu seiner Bereicherung beizutragen.“
Die Konvention konzentriert sich auch auf die Förderung der Nachhaltigkeit, des Zugangs und der Nutzung digitaler Technologien im Kontext des kulturellen Erbes.

## Abschluss und Inkrafttreten
Das Übereinkommen wurde am 27. Oktober 2005 in Faro, Portugal, geschlossen und unterzeichnet. Letztes Unterzeichnerland war Polen im Mai 2022. Es trat am 1. Juni 2011 in Kraft, nachdem es von zehn Staaten ratifiziert worden war.

## Staaten
Ratifiziert wurde das Übereinkommen von 23 Staaten, Stand Juni 2022. Deutschland hat die Faro-Konvention nicht ratifiziert.
- Armenien
- Belgien
- Bosnien und Herzegowina
- Estland
- Finnland
- Georgien
- Italien
- Kroatien
- Lettland
- Luxemburg
- Moldau
- Montenegro
- Nordmazedonien
- Norwegen
- Österreich
- Portugal
- Schweiz
- Serbien
- Slowakei
- Slowenien
- Spanien
- Ukraine
- Ungarn